# Папы для удобства
«Папы для удобства» (исп. Papás por conveniencia) — мексиканская теленовелла, созданная продюсером Рози Окампо для компании TelevisaUnivision. В главных ролях: Хосе Рон и Ариадна Диас. Премьера сериала состоялась 21 октября 2024 года на телеканале Las Estrellas.

## Сюжет
Тино Гевара переживает трудные времена, борясь с безработицей, растущими долгами и постоянной обязанностью заботиться о своей матери и двух детях. Он сталкивается с Гусманом Муриелем, ныне успешным руководителем Айде Москеда, владельцем крупной компании по онлайн-продажам, оба они бывшие одноклассники Тино. Тино приглашают на встречу выпускников школы, и чтобы не чувствовать себя в тени достижений своих бывших одноклассников, он убеждает их, что соответствует всем критериям успешного взрослого человека.
Однако самый большой сюрприз случается, когда Айде, бывший застенчивый ботаник, над которым издевались, признается, что Тино — отец ее бунтарских подростков-близнецов, которые появились в результате ночи, проведенной ими вместе после выпускного. Несмотря на свое недоверие, Тино видит в этом возможность решить свои финансовые проблемы дома и берет на себя новую родительскую ответственность, работая в компании Айде. Когда Тино и его семья переезжают к Аиде в попытке влиться в новую жизнь, дом становится полем битвы, поскольку их дети с трудом приспосабливаются, и, что еще хуже, между Тино и Аиде, которые сначала согласились быть только сородителями, начинает развиваться бурный роман.
Благодаря той же встрече выпускников, друзья, которые разделяют прошлое с Тино и Аиде, также в конечном итоге работают в ее компании. Это: Клара Лус, талантливый музыкант, которая работает охранником на концертах, Рудольф: бывший ребенок-звезда, который теперь поет свой единственный хит в баре; и Чано и Личита, школьные возлюбленные, которые забеременели в старшей школе и теперь имеют троих детей; несмотря на их ежедневные споры, они хотят достичь целей, которые были отложены на второй план, когда у них родился первый ребенок.
Как только Тино начинает обретать опору, появляются два препятствия: Факундо, бывший муж Аиде, который стремится вернуть себе роскошную жизнь, которую он потерял после развода, и сам Гусман, который за дружелюбным фасадом планирует обмануть Аиде. Тино узнает о намерениях Гусмана, но попадает в ловушку шантажа, когда Гусман угрожает раскрыть правду о жизни Тино Аиде. Тино сталкивается с выбором: промолчать и позволить Гусману продолжить свои планы или раскрыть правду, но рискнуть своей недавно восстановленной семьей.

## В ролях
- Хосе Рон — Тино Гевара
- Ариадна Диас — Айде Москеда
- Фердинандо Валенсия — Гусман Мюриэль
- Африка Завала — Федерика
- Даниэла Лухан — Клара Луз Монрой
- Мартин Рикка — Рудольф
- Мария Чакон — Алисия «Личита» Чагоян
- Мигель Мартинес — Чано Чаморро
- Орасио Панчери — Дамасо Ривера
- Лямбда Гарсия — Факундо
- Шерлин Гонсалес — Сильвана дель Валье
- Иманол Ландета — Фелипе
- Летисия Пердигон — Берта
- Эрнесто Лагуардия — Джейсон
- Сесилия Габриэла — Чистая
- Адриана Фонсека — Паулина
- Мария Перрони Гарса — София «Чофис» Чаморро Чагоян
- Хоакин Бондони — Серхио «Чеко» Чаморро Чагоян
- Джонатан Бесерра — Эль Калакас
- Виктория Виера — Цирцея
- Эмилио Бельтран — Улисс
- Камила Нуньес — Скарлет
- Таня Николь — Сирень
- Хуан Пабло Веласко — Эмилиано
- Константино Алонсо — трубка
- Матео Сааведра — Хесус «Чучито» Чаморро Чагоян
- Сандра Санчес Канту
- Лало Зайас — Аугусто
- Хосе Ремис — Игорь
- Симона Матеос
- Химена Телло
- Наталья Альварес
- Иван Караза
- Лукас Уркиео

## Производство

### Разработка
В декабре 2023 года сообщалось, что Рози Окампо начала предварительную подготовку к съемкам своей следующей теленовеллы и что она не будет связана с франшизой Vencer, которую Окампо продюсировала с 2020 по 2023 год. 26 февраля 2024 года Окампо объявила, что название теленовеллы будет «Папы для удобства. Съемки начались 24 апреля 2024 года и завершились 11 сентября 2024 года.

### Кастинг
28 февраля 2024 года на главные роли были объявлены Хосе Рон и Ариадна Диас. 8 марта 2024 года к актерскому составу присоединились Эрнесто Лагуардия, Даниэла Лухан, Мартин Рикка, Мария Чакон, Мигель Мартинес и Джонатан Бесерра. 18 марта 2024 года Африка Завала и Фердинандо Валенсия были объявлены антагонистами заговора.

## Рейтинги
| Сезон | Временной интервал (CT)   | Эпизоды | Премьера        | Премьера           | Финал | Финал              |
| Сезон | Временной интервал (CT)   | Эпизоды | Дата            | Зрители (миллионы) | Дата  | Зрители (миллионы) |
| ----- | ------------------------- | ------- | --------------- | ------------------ | ----- | ------------------ |
| 1     | понедельник-пятница 20:30 | 120     | 21 октября 2024 | 2.74               |       |                    |

## Эпизоды
| № общий | Название                           |
| ------- | ---------------------------------- |
| 1       | ¡Aidé te adoraba!                  |
| 2       | ¿Quién es nuestro padre biológico? |